# Papilloderma altonagai
Papilloderma altonagai is een slakkensoort uit de familie van de Papillodermatidae. De wetenschappelijke naam van de soort is voor het eerst geldig gepubliceerd in 1990 door Wiktor, Martin & Castillejo.